# Cuyler (Nueva York)
Cuyler es un pueblo ubicado en el condado de Cortland en el estado estadounidense de Nueva York. En el año 2000 tenía una población de 1.036 habitantes y una densidad poblacional de 9.2 personas por km².

## Geografía
Cuyler se encuentra ubicado en las coordenadas 42°43′29″N 75°56′19″O / 42.72472, -75.93861.

## Demografía
Según la Oficina del Censo en 2000 los ingresos medios por hogar en la localidad eran de $36,023, y los ingresos medios por familia eran $39,896. Los hombres tenían unos ingresos medios de $27,614 frente a los $21,316 para las mujeres. La renta per cápita para la localidad era de $13,111. Alrededor del 16.8% de la población estaban por debajo del umbral de pobreza.